# チャールズ・ネイゲル

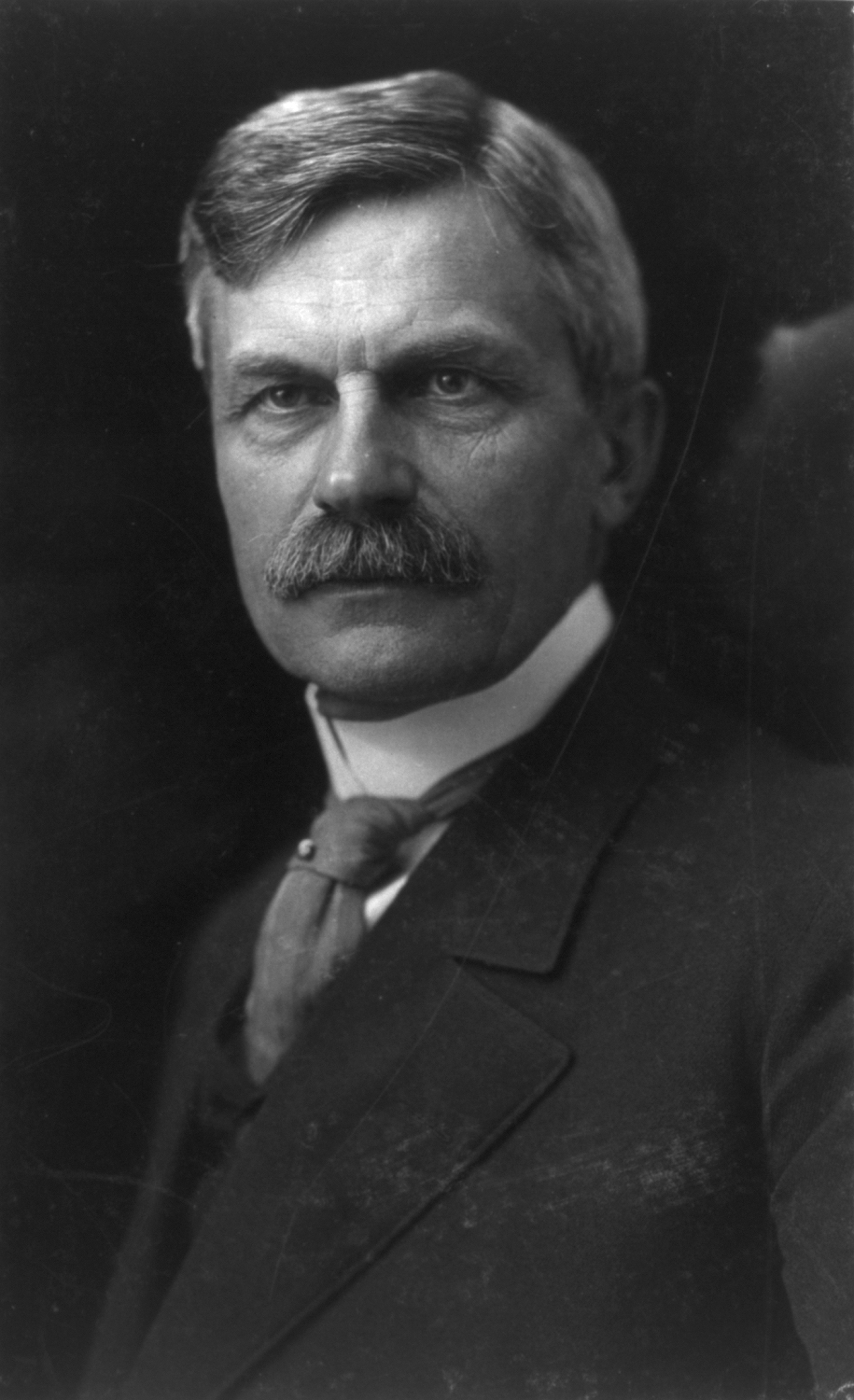
チャールズ・ネイゲル

チャールズ・ネイゲル（Charles Nagel, 1849年8月9日 - 1940年6月4日）は、アメリカ合衆国の政治家・法律家。ウィリアム・タフト大統領の下で、1909年から1913年まで第4代アメリカ合衆国商務労働長官を務めた。

## 生い立ちと家族
1849年、ネイゲルはテキサス州コロラド郡で生まれた。父親はハーマン・ネイゲル (Hermann Nagel)、母親はフリーデリック・リッツマン (Friedericke, Litzmann) であった。
ネイゲルはミズーリ州セントルイスにある全寮制の高校で学んだ。ネイゲルはセントルイス・ワシントン大学で法律を学び、1872年に法学の学位を取得した。同年、ネイゲルはヨーロッパに渡り、ベルリン大学で政治経済学を学んだ。
ネイゲルは1876年8月4日にファニー・ブランダイス (Fannie Brandeis) と結婚した。

## 初期の政治活動
1873年、セントルイスに戻ったネイゲルは、ミズーリ州の司法試験に合格し、弁護士業を開業した。1881年、ネイゲルはミズーリ州下院議員に選出され、政治活動を開始した。ネイゲルは1883年まで州下院議員を務めた。1883年、ネイゲルはミズーリ州最高裁判所の陪席裁判官に選出された。またネイゲルは裁判官の職と並行して、1886年から1910年までセントルイス法学大学院での教職を務めた。ネイゲルは1908年から1912年まで、ミズーリ州の代表として共和党全国委員会に参加した。

## 商務労働長官
1909年、ネイゲルはウィリアム・タフト大統領から商務労働長官に任命された。その当時、ネイゲルはアンハイザー・ブッシュの企業弁護士を務めていた。ネイゲルはタフト大統領の任期満了となる1913年まで商務労働長官を務めた。ネイゲルは商務労働長官として、実業家の増加に対応するため、移民帰化局の拡張を実施した。

## 晩年
ネイゲルは商務労働長官退任後、弁護士業に復帰した。
ネイゲルは1940年にセントルイスで死去した。ネイゲルの遺体は同市内のベルファウンテン墓地に埋葬された。